# Царик сизий
Ца́рик сизий (Odontorchilus branickii) — вид горобцеподібних птахів родини воловоочкових (Troglodytidae). Мешкає в Андах. Вид названий на честь польського зоолога Костянтина Браницького.

## Опис

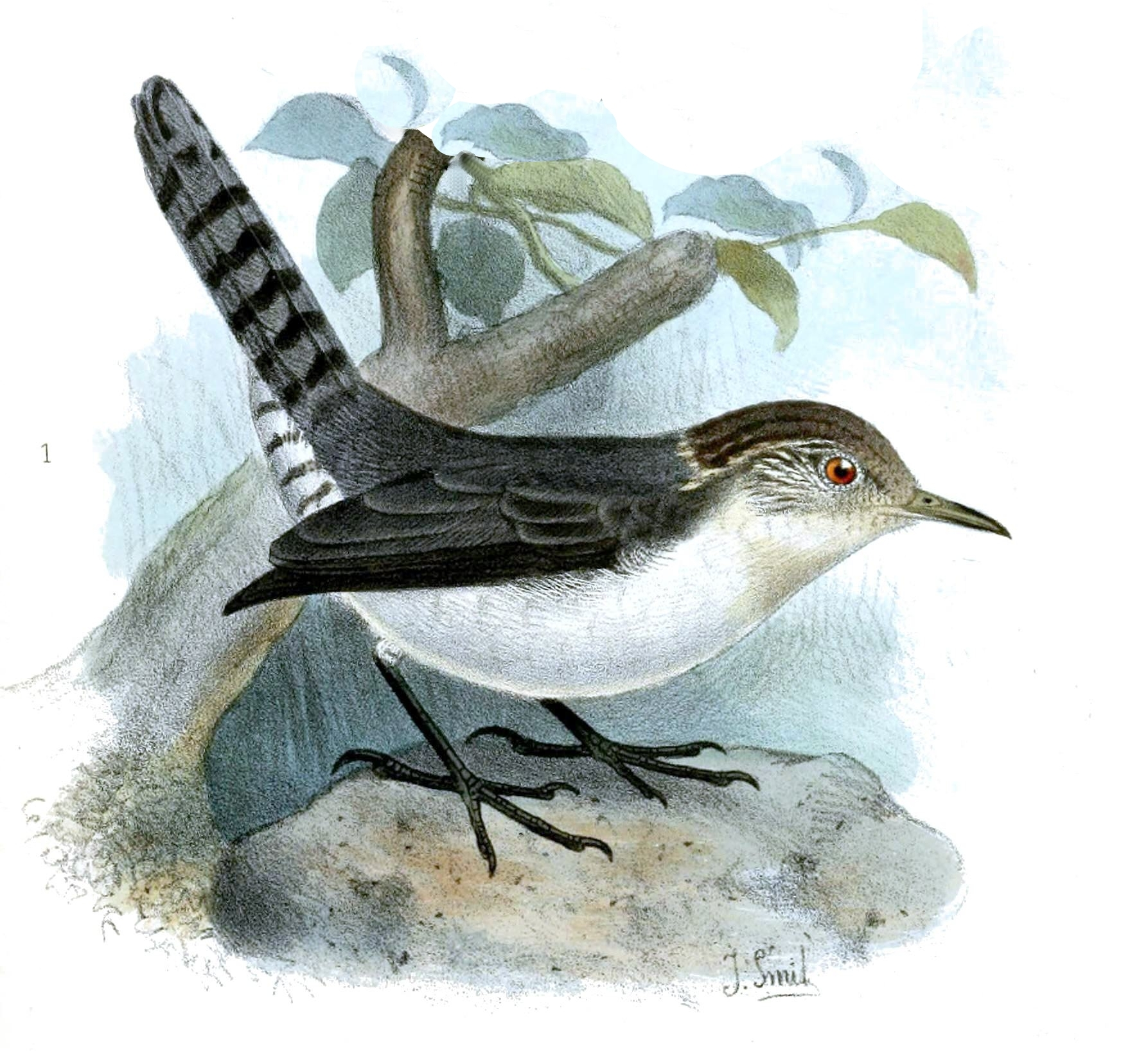
Сизий царик

Довжина птаха становить 12-13 см, вага 9-10,2 г. Верхня частина голови коричнева, плечі і спина сірі, надхвістя коричневе. Над очима нечіткі сіруваті "брови", скроні сірувато-коричневі, поцятковані сірувато-білими смугами. Махові пера темні, хвіст сірий, поцяткований часними смугами. Крайні стернові пера знизу на кінці білі. Нижня частина тіла білувата з легким охристим відтінком. Нижні покривні пера хвоста поцятковані чіткими горизонтальними смугами. Очі карі, дзьоб зверху чорний, знизу сріблясто-сірий, лапи сірі. Виду не притаманний статевий диморфізм. У молодих птахів нижня частина тіла охриста, а верхня частина голови більш тьмяна. Спів — високі, дзвінкі трелі, скроніше притаманні для піснярів, ніж для волових очок, а також високий крик "сі-сі-сі".

## Підвиди
Виділяють два підвиди:
- O. b. branickii (Taczanowski & Berlepsch, 1885) — східні схили Анд на півдні Колумбії, в Еквадорі, Перу і Болівії;
- O. b. minor (Hartert, E, 1900)[6] — західні схили Анд на південному заходу Колумбії та на північному заході Еквадору.

## Поширення і екологія
Сизі царики мешкають в Колумбії, Еквадорі, Перу і Болівії. Вони живуть у верхньому ярусі вологих гірських тропічних лісів. Зустрічаються на висоті від 800 до 2000 м над рівнем моря, в Еквадорі місцями на висоті до 100 м над рівнем моря. Часто приєднуються до змішаних зграй птахів. Живляться комахами та іншими безхребетними, яких шукають в кронах дерев, серед моху і лишайників, на висоті від 15 до 30 м над землею. Імовірно, гніздяться в дуплах дерев.